# Círculo de Intelectuales, Artistas, Periodistas y Escritores Negros
El Círculo de Intelectuales, Artistas, Periodistas y Escritores Negros (CIAPEN) fue una institución cultural uruguaya de afrodescendientes, fundada en 1946.

## Historia

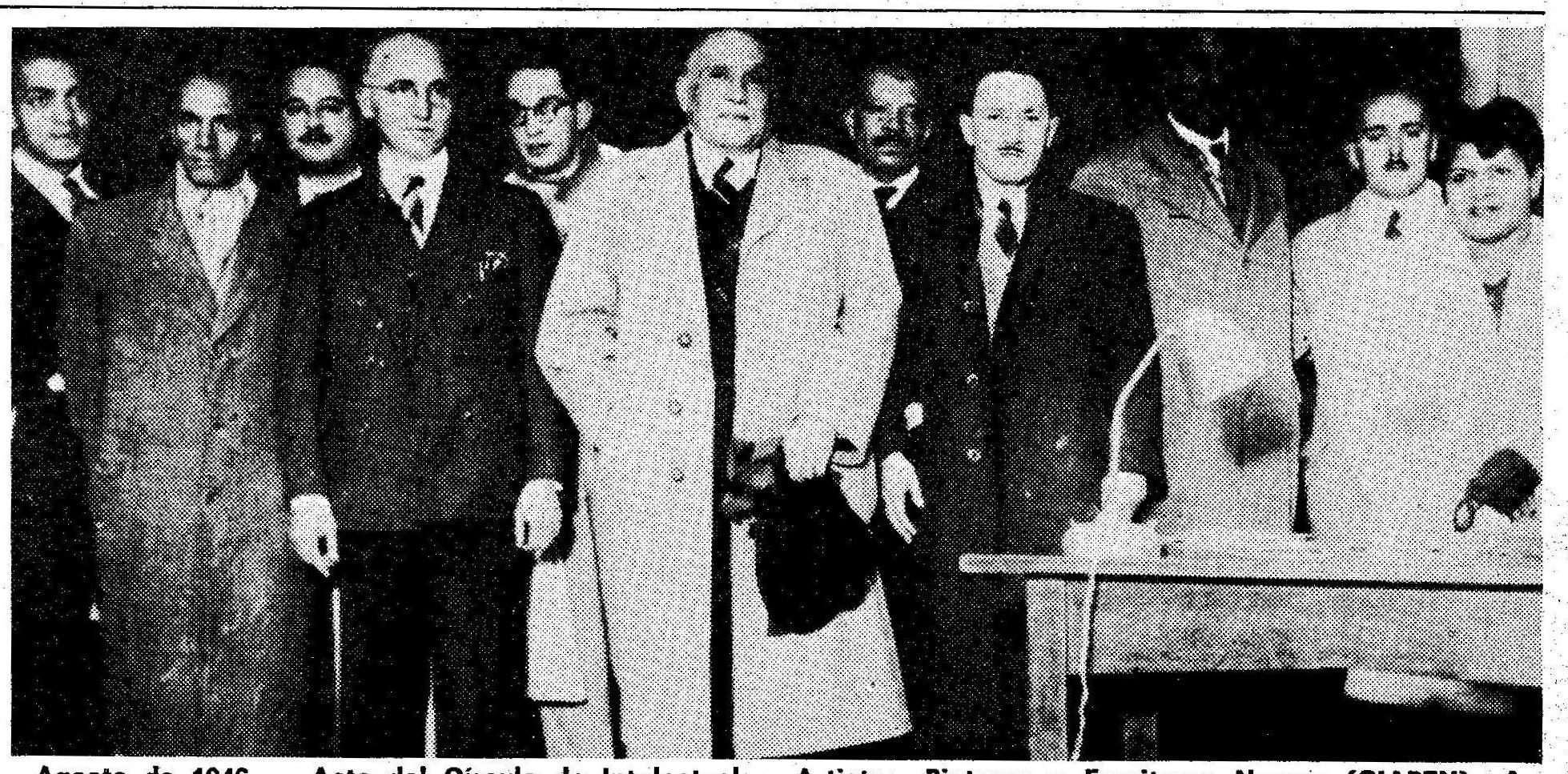
Acto del CIAPEN en agosto de 1946

El CIAPEN fue fundado en marzo de 1946 por iniciativa del periodista César A. Techera. La institución tenía como objetivo el acercamiento de los artistas, periodistas, profesionales y escritores afrouruguayos. Buscaba orientar el movimiento intelectual afrouruguayo, así como favorecer el intercambio cultural, la popularización y valorización de la cultura negra. Entre sus cometidos se encontraba la creación de un conjunto artístico y coral estable. Patrocinaba obras de teatro, lecturas de poesía, muestras de arte y otras actividades culturales.
El colectivo contó con la participación de miembros destacados de la comunidad afrouruguaya, como Pedro Ferreira, Ramón Pereyra, Virginia Brindis de Salas, Pilar Barrios, Mario Rubén Méndez, Alberto N. Méndez, Roberto Cisneros, Ventura Barrios, Evagoras Fernández, Anselmo I. García, Wáshington Viera, José R. Suárez, Abel Cardozo, Juan C. Da Silva y otros.
Según una nota en la Revista Uruguay con motivo de su fundación, la institución buscaba "la colaboración con todas las entidades raciales en su campaña de intensificación cultural".
Luego de que en setiembre de 1948 se dejara de editar la revista Nuestra Raza, se perdió el rastro del CIAPEN.